# Kerkgate
Kerkgate er en vej og en stigning i Mater, i nærheden af den belgiske by Oudenaarde i de Flamske Ardenner. Vejen er brostensbelagt og løber fra byens centrum mod nordøst.
Brostensbelægningen på Kerkgate blev lagt i anden halvdel af det 19. århundrede.
I 1995 blev Kerkgate sammen med Karel Martelstraat, Matersplein og dusinvis af andre brostensvaje fredet som kulturejendom.

## Cykelsport
Kerkgate er især kendt fra de flamske forårsklassikere i cykelsporten. Vejen er flere gange blevet inkluderet i Flandern Rundt. Med navnet Kerkgate, menes i Flandern Rundt samlingen af gaderne  Karel Martelstraat - Matersplein - Kerkgate. Denne brostenstrækning har en let stigningsprocent og er i alt 2.500 meter lang. I sydvest munder strækningen (som Karel Martelstraat) ud i Holleweg, en vej der også nogle gange fungerer som en brostensvej i cykelløb.